# چافوردیانوش‌فا
چافوردیانوش‌فا (به مجاری:  Csáfordjánosfa) یک شهرداری در مجارستان است که در ناحیه شوپرون واقع شده‌است. چافوردیانوش‌فا ۵٫۲۸ کیلومتر مربع مساحت و ۲۴۴ نفر جمعیت دارد.